# Iwan Sarbakow

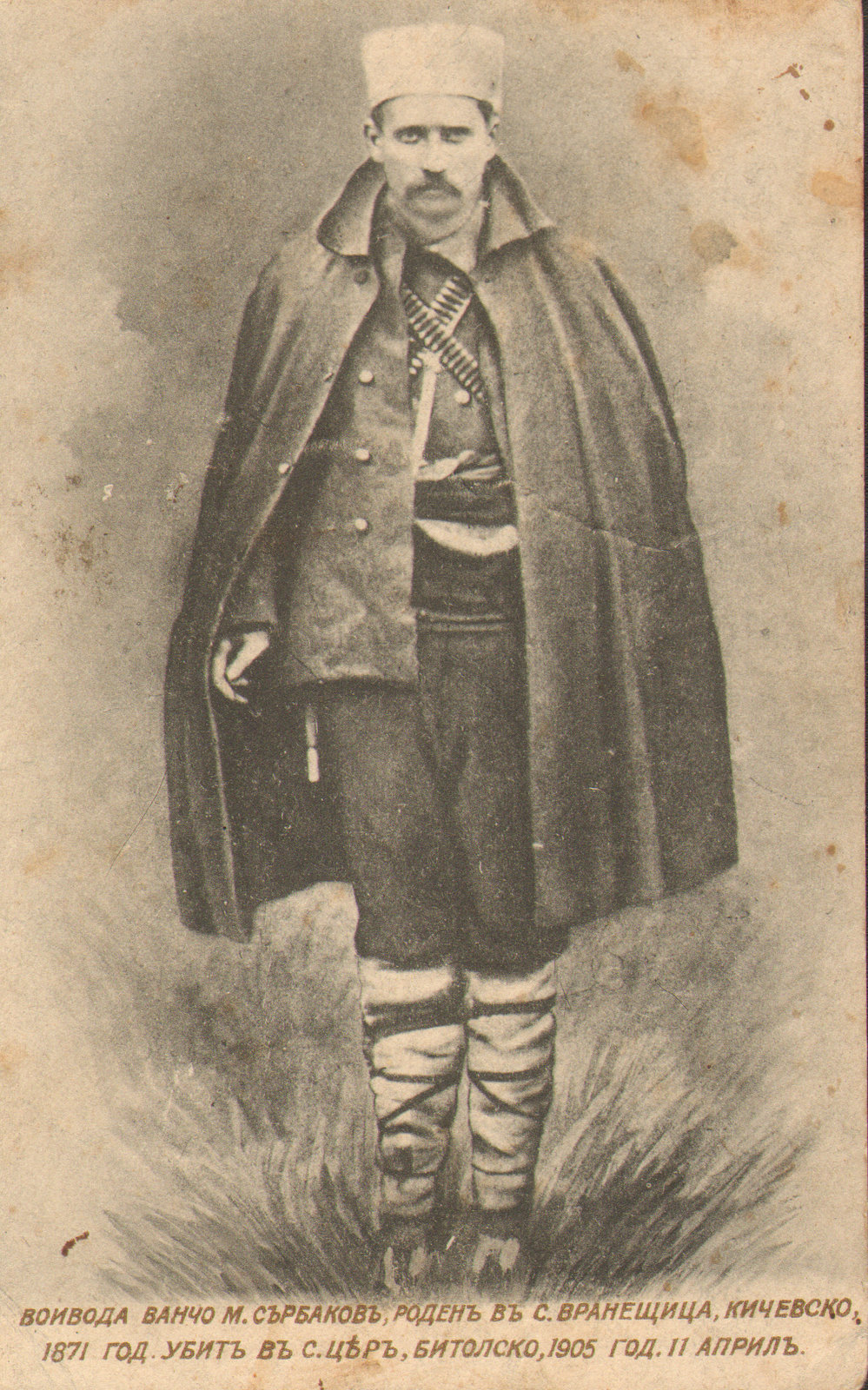
Iwan Sarbakow

Iwan Sarbakow (bulgarisch Иван Сърбаков), auch Wantscho Sarbaka genannt, (bulgarisch Ванчо Сърбаков; mazedonisch: Ванчо Србаков Vančo Srbakov; * im 19. Jahrhundert in Vraneštica bei Kičevo, Osmanisches Reich, heute Nordmazedonien; † 24. April 1905 in der Nähe vom Dorf Cer, Osmanisches Reich, heute Nordmazedonien) war ein bulgarisch-makedonischer Revolutionär und Mitglied der Inneren Makedonisch-Adrianopeler Revolutionären Organisation (IMARO). Zudem wurde er von der IMARO zum Wojwoden für die Kičevo-Poreče-Region ernannt.

## Leben
Wantscho Sarbakow wurde im Dorf Vraneštica bei Kičevo geboren, damals im Osmanischen Reich (heute Nordmazedonien). Von Beruf war er Bäcker. Er wanderte nach Braila in Rumänien aus. Anfang 1903 bewaffnete er in der bulgarischen Hauptstadt Sofia seine eigene Tscheta, mit der er in seine Heimatregion Kičevo aufbrach. Er trat der IMARO als Tschetnik von Nikola Rusinski bei, wo auch sein Bruder Christo Sarbakow Tschetnik war. Wantscho Sarbakow stieg zum Unterwojwoden auf und reiste mit vier Tschetniks durch die Kičevo-Region.
Auf dem Smilevo-Kongress der IMARO wurden Wantscho Sarbakow und drei weitere Revolutionäre zu Mitgliedern der Kičevo-Führung gewählt. Während des Ilinden-Preobraschenie-Aufstands war er zusammen mit Luka Dscherow Wojwode in der Region Kičevo. Nach dem Aufstand zog sich Wantscho Sarbakow nach Sofia zurück. Er kehrte mit Georgi Popchristows Tscheta nach Makedonien zurück und blieb in der Region Kičevo.
Nach dem Aufstand verstärkte sich die bewaffnete serbische Propaganda in den Regionen Kičevo und Poreče. Im Oktober 1904 stellten sich vereinte Truppen unter der Führung von Dame Gruew den Serben entgegen. Nach einer Niederlage bei einem Scharmützel mit serbischen Tschetniks gelang Wantscho Sarbakow zusammen mit Petar Azew nur knapp die Flucht.
In der Nacht vom 23. auf den 24. April 1905 wurde die 13-köpfige Tscheta von Christo Usunow und Wantscho Sarbakow im Dorf Cer bei Kičevo von osmanischen Truppen umzingelt. Nach einem langen Kampf versuchte der Wojwode Sarbakow, die Umzingelung mit Bomben zu durchbrechen und wurde dabei getötet. Um die Bevölkerung von Cer von osmanischen Racheaktionen zu verschonen, begingen die übrigen Tschetniks der IMARO unter der Führung von Christo Usunow Gruppensuizid.